# Iris Reuther
Iris Reuther (* 1959 in Mühlhausen/Thüringen) ist eine deutsche Architektin, Stadtplanerin, Hochschullehrerin und seit 2013 Senatsbaudirektorin der Freien Hansestadt Bremen.

## Leben
Reuther wuchs in Mühlhausen in Thüringen auf. Nach dem Abitur und einer Ausbildung als Landschaftsgärtnerin studierte sie von 1979 bis 1984 an der Hochschule für Architektur und Bauwesen in Weimar Architektur. Mit einer Arbeit zum Thema „Das Wohnen in der Zukunft“ beendete sie 1984 ihr Studium mit dem Diplom. Anschließend begann sie ein Forschungsstudium. Mit einer Dissertation zur Geschichte des großstädtischen Mietshauses von 1870/71 bis zur Weimarer Republik wurde sie 1989 zum Dr.-Ing. promoviert.
Von 1987 bis 1990 war Reuther wissenschaftliche Mitarbeiterin im Institut für Städtebau und Architektur der Bauakademie der DDR in Ost-Berlin. Ein Forschungsprojekt führte sie in den Monaten der deutschen Wiedervereinigung nach Leipzig. 1992 gründete sie gemeinsam mit ihrer Kollegin Marta Doehler das Büro für urbane Projekte und war unter anderem für ein Sanierungsgebiet in Leipzig-Connewitz tätig. Ihr Büro beschäftigte sich mit Transformationsstandorten des Industriezeitalters, mit der Stadterneuerung von Stadtteilen, mit städtebaulichen Konzepten und Bauleitplanungen für Stadtumbau- und Entwicklungsgebiete und mit der Betreuung von Wettbewerbsprojekten und Qualifizierungsverfahren. Außerdem gehörten Stadtforschungen, Ausstellungsprojekte, Beteiligungsprozesse für größere Stadtumbauvorhaben und integrierte Stadt- oder Stadtteilentwicklungskonzepte sowie Moderationstätigkeiten zu ihren Aufgaben.
Reuther entwickelte das städtebauliche Konzept für Ferropolis / Die Stadt aus Eisen und um 1996 den Masterplan Bitterfeld-Wolfen. Sie konnte danach  in einem Programm International Brownfield Exchange an städtebaulichen Projekten in Toronto, Buffalo und in New York City mit Realisierungen im Rahmen eines großen Wohnungsbauprogramms mitwirken. Nach 2000 erstellte sie mit ihrem Büro einen integrierten Stadtteilplan für den Leipziger Osten. 
2004 wurde sie Professorin für Stadt- und Regionalplanung an der Universität Kassel. Sie wirkte an der Internationalen Bauausstellung IBA Stadtumbau 2010 in Sachsen-Anhalt mit. Ab 2009 betreute sie mit ihrem Büro das Gemeinschaftsvorhaben koopstadt der drei Städte Bremen, Leipzig und Nürnberg und gewann dabei Einblicke in die Stadtentwicklung von Bremen. In einem Forschungsprojekt zu den Regiopolen beschäftigte sie sich mit kleineren Metropolen und Großstädten. Sie ist im Gestaltungsbeirat in Halle/Saale tätig. Im Mai 2013 trat sie die Stelle der Senatsbaudirektorin der Freien Hansestadt Bremen an.
Iris Reuther ist Mitglied im Bund Deutscher Architekten (BDA) sowie in der Deutschen Akademie für Städtebau und Landesplanung (DASL) und gehört seit 2010 ihrem Präsidium an.